# Кларк (округ, Вашингтон)
Шаблон:StateAbbr_ 45°46′ пн. ш. 122°29′ зх. д. / 45.77° пн. ш. 122.48° зх. д.
Округ  Кларк (англ. Clark County) — округ (графство) у штаті Вашингтон, США. Ідентифікатор округу 53011.

## Історія
Округ утворений 1845 року.

## Демографія
За даними перепису 2000 року загальне населення округу становило 345238 осіб, зокрема міського населення було 284756, а сільського — 60482. Серед мешканців округу чоловіків було 171330, а жінок — 173908. В окрузі було 127208 домогосподарств, 90958 родин, які мешкали в 134030 будинках. Середній розмір родини становив 3,15.
Віковий розподіл населення поданий у таблиці:
| Стать    | До 15 років | 15-21 | 22-29 | 30-39 | 40-49 | 50-65 | 65-85 | Понад 85 |
| -------- | ----------- | ----- | ----- | ----- | ----- | ----- | ----- | -------- |
| Чоловіки | 42546       | 16835 | 17306 | 27258 | 27729 | 25691 | 12742 | 1223     |
| Жінки    | 40615       | 15946 | 17777 | 27403 | 27745 | 25579 | 16194 | 2649     |

## Суміжні округи
- Коуліц — північ
- Скамейнія — схід
- Мултнома, Орегон — південь
- Колумбія, Орегон — південний захід

## Виноски
1. ↑  U.S. Decennial Census. United States Census Bureau. Архів оригіналу за 26 квітня 2015. Процитовано 7 січня 2014.
2. ↑  Historical Census Browser. University of Virginia Library. Архів оригіналу за 11 Серпня 2012. Процитовано 7 січня 2014.
3. ↑  Population of Counties by Decennial Census: 1900 to 1990. United States Census Bureau. Архів оригіналу за 2 Лютого 2019. Процитовано 7 січня 2014.
4. ↑  Census 2000 PHC-T-4. Ranking Tables for Counties: 1990 and 2000 (PDF). United States Census Bureau. Архів оригіналу (PDF) за 18 Грудня 2014. Процитовано 7 січня 2014.
5. ↑  State & County QuickFacts. United States Census Bureau. Архів оригіналу за 8 липня 2011. Процитовано 7 січня 2014.(англ.) Наведено за англійською вікіпедією.
6. ↑  American FactFinder. Бюро перепису населення США. Архів оригіналу за 29 липня 2011. Процитовано 31 січня 2008.

| США | Це незавершена стаття з географії США. Ви можете допомогти проєкту, виправивши або дописавши її. |